# Daniel Fauché
Daniel Eugène Fauché est un rameur français né le 22 décembre 1966 à Chantilly (Oise).

## Biographie
Daniel Fauché dispute l'épreuve de quatre sans barreur avec Bertrand Vecten, Olivier Moncelet et Gilles Bosquet aux Jeux olympiques d'été de 1996 à Atlanta. Le quatuor français remporte la médaille d'argent.
Le natif de Chantilly a auparavant participé au quatre avec barreur des Jeux olympiques d'été de 1992 à Barcelone, terminant cinquième. Il est aussi présent lors des Jeux olympiques d'été de 2000 à Sydney, en quatre sans barreur, et se classe septième.
Il occupe actuellement le poste d'entraîneur de l'équipement de France moins de 23 ans. 
Actuellement sur la route pour participer à un stage à temple sur lot avec sa paire favorite, Louis et Nicolas.

## Palmarès
- Champion du Monde en quatre sans barreur 1993
- Vice-champion du Monde en quatre sans barreur 1994, 1997 et 1998
- Vice-champion olympique en quatre sans barreur aux JO de 1996